# Glycyrrhiza astragalina
Glycyrrhiza astragalina es una especie de planta floral del género Glycyrrhiza, familia Fabaceae, orden Fabales.

## Distribución
Se distribuye por el noreste de Argentina y centro de Chile.

## Taxonomía
Fue descrita por Gillies ex Hook. & Arn. y publicada en Botanical Miscellany 3: 183 (1833).